# Manuel Ávila Camacho (Tonalá)
Manuel Ávila Camacho es una localidad del estado mexicano de Chiapas. Es parte del municipio de Tonalá.

## Toponimia
El nombre de la localidad rinde homenaje a Manuel Ávila Camacho, presidente de México de 1940 a 1946.

## Demografía
| Gráfica de evolución demográfica |
|                                  |

| Censo | Población |
| ----- | --------- |
| 1921  | 266       |
| 1930  | 200       |
| 1940  | 248       |
| 1950  | 250       |
| 1960  | 407       |
| 1970  | 792       |
| 1980  | 1 014     |
| 1990  | 1 661     |
| 2000  | 1 902     |
| 2010  | 1 778     |
| 2020  | 1 866     |